# Raúl Córdoba
Raúl Córdoba (Guadalajara, Jalisco; 13 de marzo de 1924-León, Guanajuato; 17 de mayo de 2017) fue un futbolista mexicano que jugaba como guardameta. Córdoba militó en el Club San Sebastián de León, en el Club Atlas, en el Club Deportivo Oro y en el Deportivo Toluca y fue el portero titular de la selección mexicana a finales los años 40 y principios de los 50. Fue uno de los porteros de la selección mexicana que participó en la Copa del Mundo celebrada en 1950, en Brasil.
Córdoba llegó al Atlas cuando ganó la Copa México en 1950 para cubrir a Luis Heredia. Fue vendido a inicios de mayo de 1950 al Atlas de Guadalajara por una cifra de 25 000 pesos, enorme para la época. Con los rojinegros fue campeón en la temporada 1951. Con doce victorias, seis empates y cuatro derrotas, 44 goles a favor y 23 en contra, siendo la mejor defensiva de la Liga, le dieron el campeonato de la Primera División a los rojinegros, el 22 de abril de 1951 como líder único y frente a su acérrimo enemigo deportivo, "Las Chivas". Es el único título que tiene el Atlas hasta el momento actual. Este equipo campeón fue dirigido por el técnico argentino Eduardo "Che" Valdatti. Se retiró en 1959 en el club Deportivo Toluca, los Diablos Rojos. De ese equipo campeón, solo sobrevive "El Chivo" Mercado. Era apodado El inglés
A través de un comunicado, el conjunto rojinegro recordó al arquero, nacido el 13 de marzo de 1924 y que llegó a la institución en 1950 para ser referente del equipo en la conquista del único título de Atlas en el máximo circuito. Fue seleccionado mexicano y viajó a Brasil para la participación del Tricolor en la Copa del Mundo de 1950, en la que Antonio Carbajal era el titular. Durante la celebración de los 100 años del Atlas y previo al juego ante el equipo argentino Newell’s Old Boys, “El inglés” Córdoba fue uno de los jugadores homenajeados y reconocido por su aporte a la institución, siendo aplaudido y ovacionado por las porras rojinegras.

## Muerte
Falleció el miércoles 17 de mayo de 2017 a los 93 años de edad, en la ciudad de León, Guanajuato en donde residía desde el año de 1959, con complicaciones severas de la función respiratoria.

### Participaciones en Copas del Mundo
| Mundial                        | Sede   | Resultado    |
| ------------------------------ | ------ | ------------ |
| Copa Mundial de Fútbol de 1950 | Brasil | Primera Fase |